# Усадьба Трубецких в Хамовниках
Де́тский парк «Уса́дьба Трубецки́х в Хамо́вниках» (известный также как парк Мандельшта́ма, ранее также Немчи́новский сад) — небольшой парк в Москве, бывшая подмосковная усадьба князей Трубецких. Расположен рядом с Комсомольским проспектом между улицами Усачёвой, Трубецкой, Ефремова и переулком Хользунова. Открыт для посещения только в дневное время.

## История

### Усадьба до начала XX века

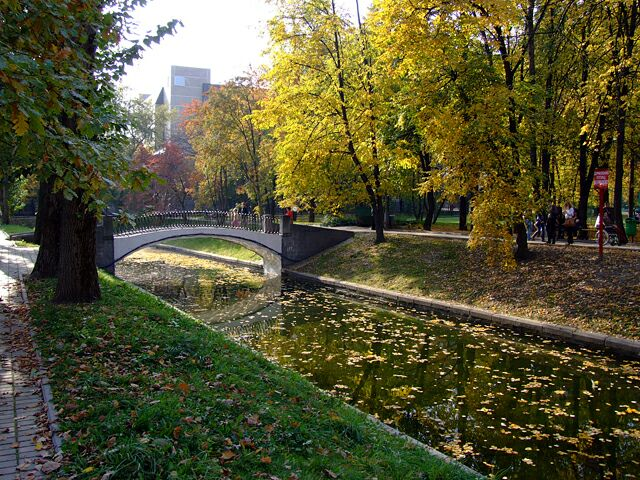
Мост на набережной в парке «Усадьба Трубецких в Хамовниках», 2007 год

Первый письменный источник, в котором упоминается деревня Садки, относится к 1683 году. В челобитной великому государю Ивану V князь Василий Голицын просил отдать ему во владение «порозжее место за Пречистенские вороты, за Земляным городом, позади Хамовной слободы». Просьба князя была удовлетворена, и в его собственность перешли 12,5 десятин земли из земского приказа в указанном месте. Позднее Голицын подарил их своей сестре Ирине, которая была замужем за Юрием Трубецким, территорию унаследовал их второй сын, действительный тайный советник Юрий Юрьевич Трубецкой. Следующим владельцем земли стал сын Юрия Юрьевича, генерал-прокурор Никита Трубецкой.
При Никите Трубецком усадьба обзавелась главным господским домом. Под его руководством был построен огромный деревянный дворец, увенчанный бельведером. Возле дома разбили большой сад, в котором построили оранжерею, поставили беседки и выкопали два пруда. Меньший из прудов представлял собой обычный прямоугольник, а больший имел сложную геометрическую форму и несколько маленьких островов, на которых возвели летние беседки — ротонды. Как и большинство усадеб того времени, имение Трубецких было не только местом для отдыха хозяев, но и выполняло хозяйственную функцию: на её территории находились теплицы, конюшня и плодовый сад.
В XIX веке усадьбу унаследовал племянник Никиты Трубецкого — камергер Иван Трубецкой, который приходился троюродным братом Сергею Пушкину. Сохранились воспоминания историка Михаила Погодина о том, что Александр Пушкин после празднования коронации Николая I, проходившей на Девичьем поле, посетил имение Ивана Трубецкого.
После смерти Ивана Трубецкого и его жены территория поместья была распродана по частям. Бо́льшую часть бывшей дворянской усадьбы в 1870-х годах приобрёл купец Павел Евстафьевич Немчинов, который стал последним владельцем усадьбы. А после Октябрьской революции парк и строения были национализированы. Во время гражданской войны за территорией парка никто не следил, из-за чего он пришёл в упадок: большинство деревьев спилили, деревянные заборы разобрали на дрова, появилось несколько мусорных свалок. В 1923 году Хамовническим райкомом было принято решение об организации парка для рабочих на месте бывшей дворянской усадьбы. Работы по благоустройству нового парка проходили на субботниках, а для сбора денег было организовано акционерное общество на паях.

### Парк и современность

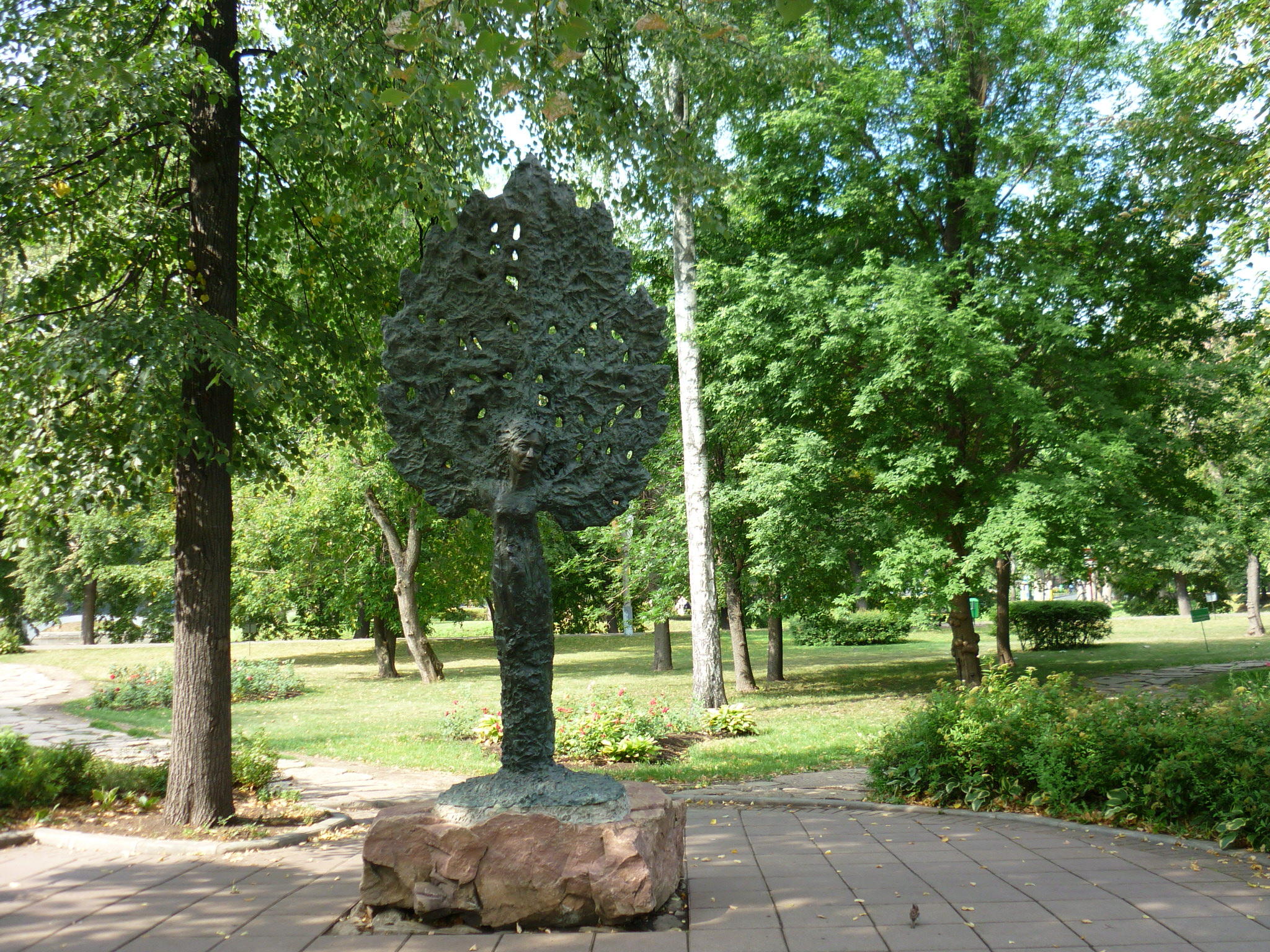
Памятник «Дерево любви» Григория Потоцкого, 2011 год

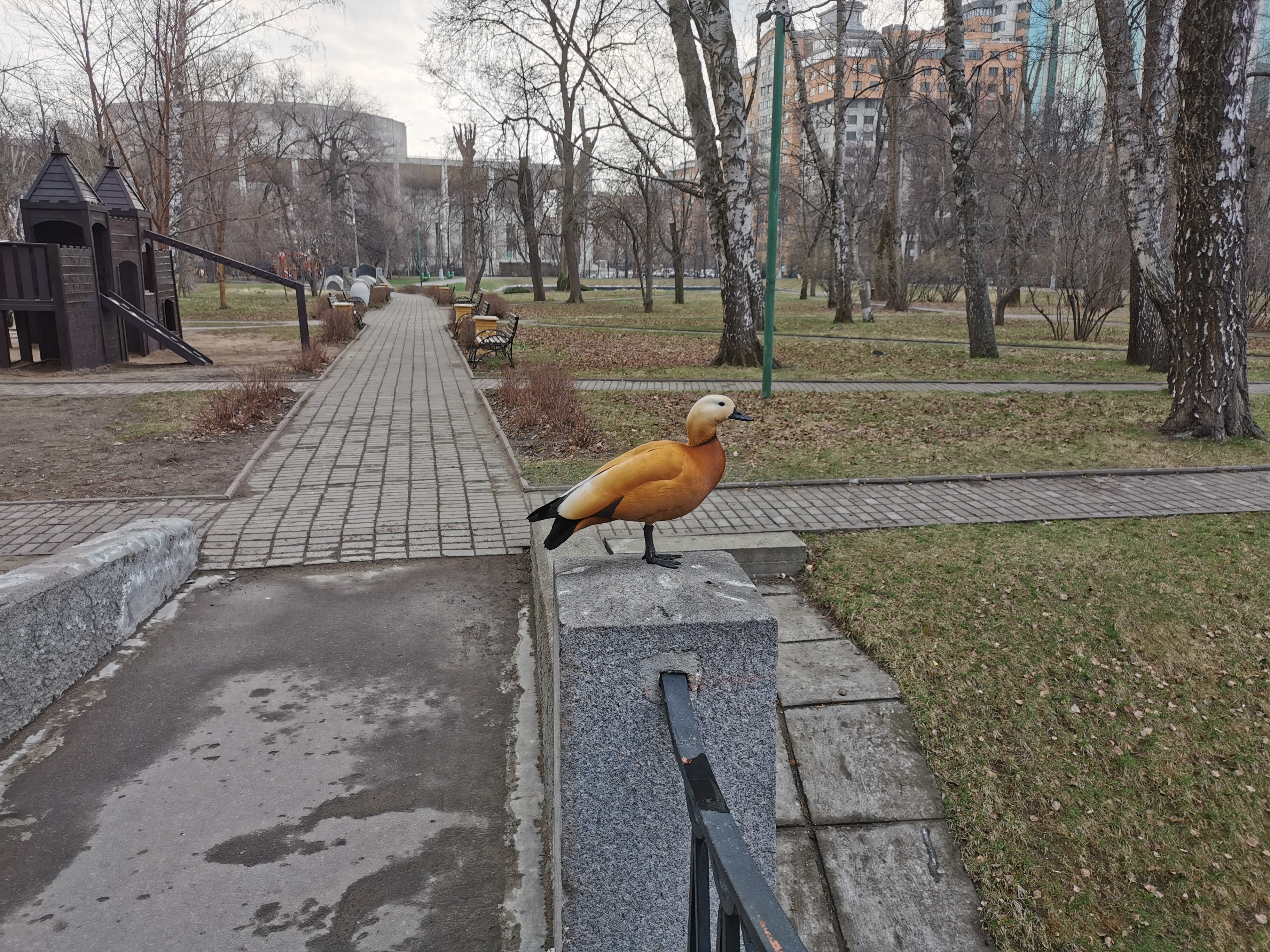
Обитатель парка

Парк, возведённый на месте бывшего имения Трубецких, получил название «Рабочий сад „Одиссея“ имени товарища Мандельштама», но не в честь поэта Осипа, а в честь революционера Александра Мандельштама (партийная кличка — Одиссей), который в 1921—1922 годах являлся секретарём Хамовнического райкома партии.
В 1936 году парк был преобразован в первый в Москве детский парк. По замыслу администрации района, он должен был не только служить местом для отдыха и изучения природы, но также выполнять задачи по физическому развитию детей и обучению их военной подготовке. Для этого в парке были построены детский театр, открытая эстрада, детский автовелогараж, аттракционы, три волейбольных площадки, футбольное поле, спортивный и военный городок с парашютной вышкой.
Во время Великой Отечественной войны на территории парка сначала размещалась зенитная батарея, а затем ремонтная мастерская для военной техники. Для этого пришлось пожертвовать деревьями, почти все они были уничтожены во время войны. После победы на территории бывшего детского парка размещалась Московская городская станция юных натуралистов. Усилиями школьников станции парк был воссоздан заново — посадили деревья и проложили тропинки соответственно плану XVIII века. В то же время пруд приобрёл свою современную форму, к нему были проложены два моста.
В 1957 году для строительства вестибюля станции метро «Фрунзенская» многие деревянные постройки в южной части парка были снесены. Через год станция юных натуралистов прекратила своё существование, а парк стал внешкольным учреждением.
Главный господский дом Трубецких был одним из старейших деревянных усадебных домов Москвы до пожара 2001 года. В 2002-м остатки здания разобрали и на его месте возвели бетонную копию.